# Rio Balota
O Rio Balota é um rio da Romênia afluente do rio Luncavăţ, localizado no distrito de Vâlcea.